# الأراضي المرتفعة والمنخفضة

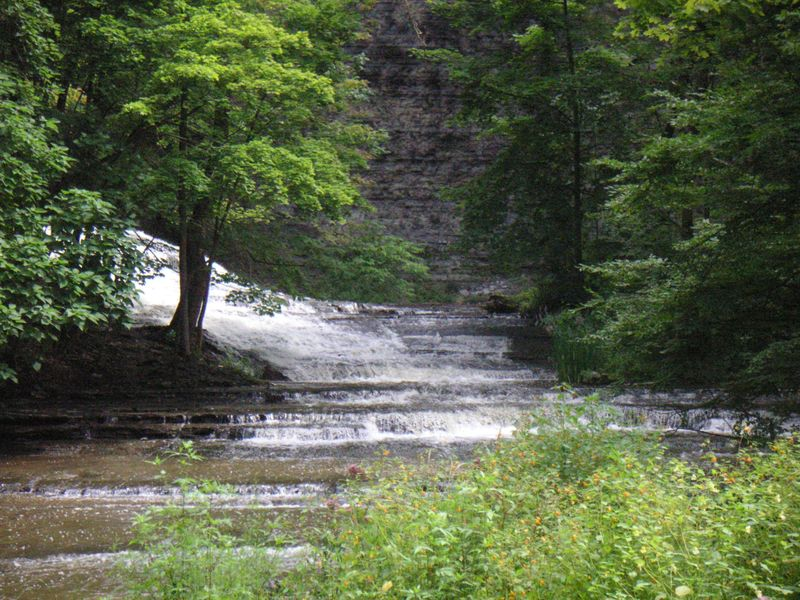
كاسكاديلا كريك، بالقرب من إثاكا، نيويورك في الولايات المتحدةمثال على موطن نهر المرتفعات.

في دراسات علم البيئة لمياه الأنهار العذبة، تصنف مواطن الأنهار على أنها أراضي مرتفعة وأراضي منخفضة. يتميز موطن الأراضي المرتفعة بالبرودة والنقاء وهو ذا طبيعة صخرية وأنهارها سريعة التدفق في الأراضي الجبلية. أما مواطن الأراضي المنخفضة فإنها دافئة وأنهارها بطيئة التدفق وتوجد في مناطق الأراضي المنخفضة والمستوية نسبياً بماء يحتوي عادة على مواد رسوبية وعضوية.
وتتداخل تلك التصنيفات بالتعريفات الجيولوجية للأراضي المنخفضة والمرتفعة. ففي علم الجيولوجيا (علم طبقات الأرض) تُعد الأراضي المرتفعة عادة أرضاً أكثر ارتفاعاً من السهل الغرييني ومنبع الجدول اللذان يعتبران أرضاً منخفضة. ويشير مصطلح «الأرض السفلى» إلى الأرض المنخفضة الرسوبية القريبة من النهر. وتُظهر الكثير من أسماك المياه العذبة ومجتمعات اللافقاريات حول العالم إلى نمط من التخصص في مواطن أنهار الأراضي المرتفعة والمنخفضة.
إن تصنيف الأنهار والجداول على أنها أراضي مرتفعة أو منخفضة عملية مهمة في علم بيئة المياه العذبة حيث أن هذان النوعان من مواطن الأنهار مختلفان جداً وعادة ما يحتويان على أنواع مختلفة جداً من أصناف الأسماك ومجتمعات اللافقاريات.

## الأراضي المرتفعة
في علم بيئة المياه العذبة، تتميز أنهار وجداول الأراضي المرتفعة بأنها سريعة التدفق وتُصرف الجداول المرتفعة أو الجبلية عادة في سهول غريينية واسعة (حيث تصبح أنهار أراضي منخفضة). وعلى أية حال فإن الارتفاع ليس وحده كافياً لتحديد نوعية النهر إذا كان منخفضاً أم مرتفعاً. جدلياً فإن المحددات الأكثر أهمية هي قوة الجدول وتدرج المجرى. إن الأنهار التي تنحدر من ارتفاع بسرعة شديدة يكون تدفق ماءها سريعاً وقوة جريانها مرتفعة أو «قوة الماء» وبالتالي تتكون الخصائص الأخرى لأنهار الأراضي المرتفعة.
أما الطريق القطعي- وهو قاع النهر الذي يغلب عليه الأحجار المتينة والرواسب الخشنة وله هيكل كالبركة ودرجة حرارة الماء باردة. أما مجرى الأنهار التي تنحدر بارتفاع بطيء جداً يكون تدفق ماءها بطيءً وقوتها أكثر ضعفاً وهذا بالتالي يُكون الخصائص الأخرى لأنهار الأراضي المنخفضة- وهو مجرى متعرج يفتقد إلى السرعة ويغلب على قاع النهر الرسوبيات الدقيقة ودرجات حرارة ماء مرتفعة. وتميل أنهار الأراضي المنخفضة لحمل الرسوبيات العالقة والمواد العضوية كذلك، ولكن بعض أنهار الأراضي المنخفضة تمر عليها فترات نقاوة عالية للماء في الأوقات الموسمية المنخفضة التدفق. وتساعد أنهار الأراضي المرتفعة ذات المياه النقية والباردة والسريعة التدفق وكذلك الأحجار الصغيرة وقيعان الرواسب الخشنة، فصائل الأسماك التي يكون تحملها لدرجة الحرارة محدوداً واحتياجها للأوكسجين مرتفع وقدرتها على السباحة قوية ولها استراتيجيات متخصصة لمنع البيض أو اليرقات من الانجراف بعيداً. وتساعد تلك الاستراتيجيات أيضا مجتمعات اللافقاريات ذات التحمل الحراري المحدود والحاجة العالية للأوكسجين وعلم البيئة المتعلق بالرسوبيات الخشنة والفجوات بين تلك الرسوبيات.

## الأراضي المنخفضة
تساعد المياه العكرة والدافئة وبطيئة التدفق وكذلك الصخور الرسوبية الرفيعة لأنهار الأراضي المنخفضة فصائل الأسماك، ذات التحمل الحراري الكبير والتحمل الأكبر لمستويات الأوكسجين المنخفضة ولها تاريخ حياة واستراتيجيات تناسل، للتكيف مع تلك الخصائص والخصائص الأخرى لأنهار الأراضي المنخفضة. وتساعد تلك الخصائص أيضا مجتمعات اللافقاريات ذات التحمل الحراري الكبير والتحمل الأكبر لمستويات الأوكسجين المنخفضة وعلم البيئة المتعلق بالرسوبيات الرفيعة أو المواطن البديلة مثل الحطام الخشبي المغمور بالماء (النتوءات) أو النباتات ذات الأوراق الكبيرة الغارقة (أعشاب الماء).